# Benjamin Verbič
Benjamin Verbič (ur. 27 listopada 1993 w Celje) – słoweński piłkarz, występujący na pozycji lewego pomocnika.

## Kariera klubowa

### Celje
Urodzony w Celje Verbič zadebiutował w rodzinnym klubie Celje 29 maja 2011 roku w przegranym u siebie 3:2 słoweńskiej PrvaLidze z Primorje na Arena Petrol, zastępując Iztoka Močivnika na ostatnie 24 minuty w swoim jedynym występie w sezonie.
W następnym sezonie zaliczył dwanaście ligowych występów (osiem jako podstawowy zawodnik), zdobywając pierwszego gola w karierze 3 kwietnia 2012 r., gola pocieszenia w przegranym u siebie 2:1 meczu z Olimpiją Ljubljana. 23 maja 2012 r., w finale Pucharu Słowenii w piłce nożnej 2011-12 przeciwko już koronowanym zwycięzcom ligi Mariborowi, Verbič strzelił w dogrywce w remisie 2:2, ale nie wykorzystał pierwszego rzutu karnego, ponieważ jego drużyna przegrała w serii rzutów karnych..
Verbič zaliczył 26 ligowych występów dla Celje w sezonie 2012-13, strzelając 3 gole. 24 sierpnia został wypożyczony do Šampiona z Drugiej Ligi Słowenii, gdzie zaliczył trzy występy, w tym dwa jako podstawowy zawodnik. Celje ponownie dotarło do finału pucharu, przegrywając 1:0 z Mariborem na stadionie Bonifika w Koprze 29 maja 2013 r., gdzie Verbič grał cały mecz. W pierwszym meczu ćwierćfinałowym, który odbył się 24 października 2012 roku, strzelił oba gole dla drużyny, pokonując Dravinję, zdobywając bramki w drugiej minucie i w doliczonym czasie gry.
25 października 2014 roku Verbič strzelił pierwszego w karierze hat-tricka w wygranym u siebie 5:0 meczu z Radomlje.

### Kopenhaga
27 kwietnia 2015 Verbič podpisał czteroletni kontrakt z Kopenhagą, do którego dołączy pod koniec sezonu. Grał dwie minuty w swoim debiucie 16 lipca, w wygranym 2:0 meczu z Newtown of Wales w drugiej rundzie kwalifikacyjnej Ligi Europejskiej UEFA. Jego debiut w duńskiej Superlidze nastąpił dziesięć dni później, rozegrał całe zwycięstwo 3:1 z Esbjerg pierwszego dnia sezonu, a jego pierwszy gol w lidze 16 września, otwierając ich zwycięstwo 3:0 u siebie nad Randers.
Kopenhaga wygrała duńską Superligę i dublet Pucharu Danii w obu pełnych sezonach Verbicia. 17 kwietnia 2017 roku strzelił jedynego gola w wygranym meczu Derby Kopenhagi z Brøndby IF.

### Dynamo Kijów
23 grudnia 2017 Verbič podpisał pięcioletni kontrakt z ukraińską drużyną Premier-lihy Dynamo Kijów. W 2018 roku trzykrotnie został uznany za piłkarza miesiąca ukraińskiej Premier League, w maju, lipcu i sierpniu 2018 roku.
8 lipca 2020 Verbič strzelił wyrównawczego gola w finale Pucharu Ukrainy. Rzut karny zamienił także w serii rzutów karnych, po tym jak mecz zakończył się 1:1 po dogrywce, a Dynamo zwyciężyło 8:7 nad Worskłą Połtawa.

### Legia Warszawa
W marcu 2022 Verbič opuścił Kijów z powodu rosyjskiej inwazji na Ukrainę. Jego kontrakt z Dynamem został zawieszony na nowych zasadach FIFA, co pozwoliło zawodnikom na podpisywanie kontraktów z klubami spoza Ukrainy do 30 czerwca 2022. Jego umowa z Legią wygasła 30 maja 2022 i nie została przedłużona.

### Panathinaikos AO
29 lipca 2022 Verbič podpisał trzyletni kontrakt z klubem Panathinaikosem.

## Kariera międzynarodowa
30 marca 2015 Verbič zadebiutował w reprezentacji Słowenii, rozpoczynając od przegranej 1:0 w towarzyskim meczu z Katarem na stadionie Jassim Bin Hamad w Doha. Swojego pierwszego gola w reprezentacji strzelił 11 listopada 2016 w wyjazdowym meczu z Maltą w kwalifikacjach do Mistrzostw Świata FIFA 2018.

## Statystyki kariery

### Klub
Stan na 12 grudnia 2021 r.
| Klub                   | Sezon          | Liga                     | Liga  | Liga | Puchar Krajowy | Puchar Krajowy | Kontynentalny | Kontynentalny | Inne  | Inne | Łącznie | Łącznie |
| Klub                   | Sezon          | Podział                  | Mecze | Gole | Mecze          | Gole           | Mecze         | Gole          | Mecze | Gole | Mecze   | Gole    |
| ---------------------- | -------------- | ------------------------ | ----- | ---- | -------------- | -------------- | ------------- | ------------- | ----- | ---- | ------- | ------- |
| Celje                  | 2010-11        | Słoweńska PrvaLiga       | 1     | 0    | 0              | 0              | –             | –             | –     | –    | 1       | 0       |
| Celje                  | 2011-12        | Słoweńska PrvaLiga       | 12    | 1    | 3              | 2              | –             | –             | –     | –    | 15      | 3       |
| Celje                  | 2012–13        | Słoweńska PrvaLiga       | 26    | 3    | 6              | 3              | 2             | 0             | –     | –    | 34      | 6       |
| Celje                  | 2013–14        | Słoweńska PrvaLiga       | 32    | 10   | 3              | 0              | 2             | 0             | –     | –    | 37      | 10      |
| Celje                  | 2014-15        | Słoweńska PrvaLiga       | 32    | 15   | 7              | 1              | –             | –             | –     | –    | 39      | 16      |
| Celje                  | Łączn          | Łączn                    | 103   | 29   | 19             | 6              | 4             | 0             | –     | –    | 126     | 35      |
| Šampion (wypożyczenie) | 2012–13        | Druga liga słoweńska     | 3     | 0    | –              | –              | –             | –             | –     | –    | 3       | 0       |
| Kopenhaga              | 2015-16        | Duńska Superliga         | 26    | 3    | 2              | 0              | 4             | 2             | –     | –    | 32      | 5       |
| Kopenhaga              | 2016-17        | Duńska Superliga         | 27    | 6    | 3              | 0              | 10            | 0             | –     | –    | 40      | 6       |
| Kopenhaga              | 2017–18        | Duńska Superliga         | 16    | 7    | 0              | 0              | 11            | 4             | –     | –    | 27      | 11      |
| Kopenhaga              | Łącznie        | Łącznie                  | 69    | 16   | 5              | 0              | 25            | 6             | –     | –    | 99      | 22      |
| Dynamo Kijów           | 2017–18        | Ukraińska Premier League | 12    | 4    | 2              | 1              | 0             | 0             | –     | –    | 14      | 5       |
| Dynamo Kijów           | 2018–19        | Ukraińska Premier League | 21    | 7    | 1              | 0              | 11            | 5             | 1     | 0    | 34      | 12      |
| Dynamo Kijów           | 2019-20        | Ukraińska Premier League | 25    | 11   | 4              | 1              | 7             | 2             | 1     | 0    | 37      | 14      |
| Dynamo Kijów           | 2020–21        | Ukraińska Premier League | 12    | 3    | 0              | 0              | 9             | 0             | 0     | 0    | 21      | 3       |
| Dynamo Kijów           | 2021–22        | Ukraińska Premier League | 9     | 2    | 1              | 1              | 3             | 0             | 0     | 0    | 13      | 3       |
| Dynamo Kijów           | Łącznie        | Łącznie                  | 79    | 27   | 8              | 3              | 30            | 7             | 2     | 0    | 119     | 37      |
| Łączna kariera         | Łączna kariera | Łączna kariera           | 254   | 72   | 32             | 9              | 59            | 13            | 2     | 0    | 347     | 94      |

|  |

### Kariera Międzynarodowa
Stan na 14 listopada 2021 r.
| drużyna narodowa | Rok     | Mecze | Gole |
| ---------------- | ------- | ----- | ---- |
| Słowenia         | 2015    | 1     | 0    |
| Słowenia         | 2016    | 8     | 1    |
| Słowenia         | 2017    | 6     | 1    |
| Słowenia         | 2018    | 6     | 1    |
| Słowenia         | 2019    | 8     | 2    |
| Słowenia         | 2020    | 5     | 0    |
| Słowenia         | 2021    | 4     | 0    |
| Słowenia         | Łącznie | 38    | 5    |

| Lp. | Data              | Stadion                              | Mecz nr | Przeciwnik | Bramka na | Wynik | Konkurencja                               |
| --- | ----------------- | ------------------------------------ | ------- | ---------- | --------- | ----- | ----------------------------------------- |
| 1   | 11 listopada 2016 | Stadion Narodowy, Ta’ Qali, Malta    | 8       | Malta      | 1–0       | 1–0   | Eliminacje do Mistrzostw Świata FIFA 2018 |
| 2   | 4 września 2017   | Stadion Stožice, Ljubljana, Słowenia | 13      | Litwa      | 3–0       | 4–0   | Eliminacje do Mistrzostw Świata FIFA 2018 |
| 3   | 16 listopada 2018 | Stadion Stožice, Ljubljana, Słowenia | 20      | Norwegia   | 1–0       | 1–1   | 2018-19 Liga Narodów UEFA C               |
| 4   | 9 września 2019   | Stadion Stožice, Ljubljana, Słowenia | 25      | Izrael     | 1–0       | 3–2   | Eliminacje UEFA Euro 2020                 |
| 5   | 9 września 2019   | Stadion Stožice, Ljubljana, Słowenia | 25      | Izrael     | 3–2       | 3–2   | Eliminacje UEFA Euro 2020                 |

## Sukcesy
Kopenhaga
- Duńska Superliga: 2015-16, 2016-17
- Puchar Danii: 2015-16, 2016-17

Dynamo Kijów
- Ukraińska Premier League: 2020–21
- Puchar Ukrainy: 2019–20, 2020–21
- Superpuchar Ukrainy: 2018, 2019, 2020

Panathinaikos AO
- Puchar Grecji: 2023/2024[3]